# The Dream Chapter: Star
The Dream Chapter: Star (còn được viết là The Dream Chapter: STAR; tiếng Hàn: 꿈의 장: STAR; Romaja: Kkum-ui Jang: Seuta) là mini album đầu tiên của nhóm nhạc nam Hàn Quốc TXT, được phát hành vào ngày 4 tháng 3 năm 2019 bởi Big Hit Entertainment và Republic Records, ở cả hai định dạng kỹ thuật số và physical.

## Bối cảnh và phát hành
Vào tháng 1 năm 2019, TXT được giới thiệu lần đầu tiên thông qua một chuỗi video tiết lộ từng thành viên. Vào ngày 22 tháng 2,  tracklist đã được công bố.
Ngày 4 tháng 3, TXT được debut tại sân khấu của Mnet, họ trình diễn các ca khúc "어느날 머리에서 뿔이 자랐다 (Crown)", "Blue Orangeade" và "별의 낮잠 (Nap of a star)". Ngày 7 tháng 4, video lyric của "Blue Orangeade" đã được xuất bản trên kênh YouTube của Big Hit. Sau đó, video âm nhạc thứ hai "Cat & Dog" chính thức được phát hành vào ngày 25 tháng 4 lúc nửa đêm (KST) trên cùng một kênh. Vào ngày 31 tháng 5, trước đó khoảng 10 giờ, tài khoản Twitter chính thức của Big Hit Entertainment đã thông báo ca khúc "Our Summer (Acoustic Mix)" sẽ được công bố và phát hành. Không lâu sau đó, vào ngày 5 tháng 6, video âm nhạc thứ ba tên "Nap of a star" đã được phát hành trên kênh YouTube của Big Hit.

## Danh sách bài hát
Bản quyền được điều chỉnh từ Tidal.
| STT              | Nhan đề                                | Sáng tác                                                                                         | Producer(s)                                    | Thời lượng |
| ---------------- | -------------------------------------- | ------------------------------------------------------------------------------------------------ | ---------------------------------------------- | ---------- |
| 1.               | "Blue Orangeade"                       | Slow Rabbit Moonshine Cazzi Opeia Ellen Berg Supreme Boi                                         | Slow Rabbit                                    | 3:06       |
| 2.               | "Crown" (어느 날 머리에서 뿔이 자랐다) | Slow Rabbit Melanie Joy Fontana Michel "Lindgren" Schulz Supreme Boi "hitman" bang Mayu Wakisaka | Slow Rabbit                                    | 3:51       |
| 3.               | "Our Summer"                           | The Futuristics Delacey Jesse St John Shae Jacobs "hitman" bang ADORA                            | The Futuristics                                | 3:20       |
| 4.               | "Cat & Dog"                            | Daniel "JUNE NAWAKII" Celestin Supreme Boi Darel "BEBE DA RICH" Ituta                            | Daniel "JUNE NAWAKII" Celestin Supreme Boi [a] | 3:08       |
| 5.               | "Nap of a Star" (별의 낮잠)            | LEL "hitman" bang Slow Rabbit                                                                    | LEL                                            | 4:03       |
| Tổng thời lượng: | Tổng thời lượng:                       | Tổng thời lượng:                                                                                 | Tổng thời lượng:                               | 17:28      |

Ghi chú
^[a] : biểu thị một nhà sản xuất bổ sung

## Người tham gia
Bản quyền được điều chỉnh từ NetEase Music và Tidal.
- TXT – vocals, background vocals (track 1-2, 4), gang vocals (track 1)
- Adora – background vocals (track 1, 3), vocal arrangement (track 1), recording engineer (track 1, 3), digital editing (track 1, 3)
- Supreme Boi – background vocals (track 1, 4), gang vocals (track 1), vocal arrangement (track 1-2, 4), additional instrumentation and programming (track 4), recording engineer (track 4), digital editing (track 4)
- Moonshine – background vocals (track 1)
- Melanie Joy Fontana – background vocals (track 2)
- Jung Myeong-hoon – background vocals (track 2)
- Collin' – background vocals (track 3)
- Kim Hyun-jung – gang vocals (track 1)
- Im Ji-yeon – gang vocals (track 1)
- Yang Hee-ju – gang vocals (track 1)
- Kim Ji-yeon – gang vocals (track 1), recording engineer (track 1, 3, 5)
- Slow Rabbit – vocal arrangement (track 1-3, 5), keyboard (track 1-2), synthesizer (track 1-2, 5), additional ryhthm programming (track 5), recording engineer (track 1-3), digital editing (track 1-3, 5)
- El Capitxn – vocal arrangement (track 3), digital editing (track 1, 3-4), recording engineer (track 3)
- Lee Tae-wook – guitar (track 2)
- The Futuristics – all instrumentation and programming (track 3)
- Daniel "June Nawakii" Celestin – keyboard (track 4), synthesizer (track 4)
- Lel – synthesizer (track 5), background vocals (track 5), vocal arrangement (track 5), digital editing (track 5)
- Jung Jae-pil – guitar (track 5)
- Park Jin-se – recording engineer (track 1, 3-5), digital editing (track 5)
- Jung Woo-yeong – recording engineer (track 1-5), digital editing (track 5)
- Michel "Lindgren" Schulz – recording engineer (track 2)
- Phil Tan – mixer (track 1-2)
- Yang Ga – mixer (track 3)
- Jaycen Joshua – mixer (track 4)
- Hector Castillo – mixer (track 5)
- Bill Zimmerman – assistant mixer (track 1-2)
- Jacob Richards – assistant mixer (track 4)
- Mike Seaberg – assistant mixer (track 4)
- DJ Riggins – assistant mixer (track 4)
- Carlos Imperatori – assistant mixer (track 5)

## Bảng xếp hạng

### Bảng xếp hạng hàng tuần
| Bảng xếp hạng (2019)                | Thứ hạng |
| ----------------------------------- | -------- |
| Album Bỉ (Ultratop Vlaanderen)      | 98       |
| Canadian Albums (Billboard)         | 100      |
| French Digital Albums (SNEP)        | 11       |
| Album Nhật Bản (Oricon)             | 3        |
| Scottish Albums (OCC)               | 71       |
| South Korean Albums (Gaon)          | 1        |
| Spanish Albums (PROMUSICAE)         | 58       |
| Album Thụy Sĩ (Schweizer Hitparade) | 58       |
| UK Digital (OCC)                    | 20       |
| US Billboard 200                    | 140      |
| US World Albums (Billboard)         | 1        |

### Bảng xếp hạng cuối năm
| Bảng xếp hạng (2019) | Thứ hạng |
| -------------------- | -------- |
| South Korea (Gaon)   | 26       |

## Giải thưởng
| Phê bình/Xuất bản | Danh sách                    | Bài hát | Thứ hạng | Ghi chú |
| ----------------- | ---------------------------- | ------- | -------- | ------- |
| Refinery29        | The Best K-Pop Songs Of 2019 | "Crown" | 1        | [ 18 ]  |
| PopCrush          | Best Songs Of 2019           | "Crown" | 9        | [ 19 ]  |
| KultScene         | 50 Best K-pop Songs of 2019  | "Crown" | 7        | [ 20 ]  |

| Xuất bản   | Giải thưởng                    | Bài hát | Thứ hạng/Năm | Ghi chú |
| ---------- | ------------------------------ | ------- | ------------ | ------- |
| British GQ | Best K-Pop songs of the decade | "Crown" | Year of 2019 | [ 21 ]  |

### Giải thưởng trên chương trình âm nhạc
| Bài hát | Đài tuyền hình        | Ngày                | Ghi chú |
| ------- | --------------------- | ------------------- | ------- |
| "Crown" | The Show (SBS MTV)    | 12 tháng 3 năm 2019 | [ 22 ]  |
| "Crown" | M Countdown (Mnet)    | 14 tháng 3 năm 2019 | [ 23 ]  |
| "Crown" | Show Champion (MBC M) | 20 tháng 3 năm 2019 | [ 24 ]  |

## Chứng nhận và chỉ số bán hàng
| Quốc gia        | Chứng nhận | Đơn vị chứng nhận |
| --------------- | ---------- | ----------------- |
| Nhật Bản        | ―          | 24,796            |
| Hàn Quốc (KMCA) | Platinum   | 203,795           |
| Mỹ              | ―          | 4,000             |